# Gustav Poppe (Heimatforscher)
Gustav Poppe (* 13. März 1818 in Artern; † 25. April 1906 in Halle) war ein deutscher Apotheker, Genealoge und Heimatforscher.

## Leben und Wirken
Poppe war der Sohn des Apothekers Johann Gottlob Poppe und dessen Ehefrau Sophie Catharina Christine (geborene Müller) und kam in der preußischen Stadt Artern in der Provinz Sachsen zur Welt. Er wuchs in der väterlichen Apotheke auf und wurde vom Vater nach dem Besuch der Schule als Apotheker ausgebildet. 1842 ging er zum Studium der Geschichte an die Universität Jena. Dort wurde sein Interesse für Heimatgeschichte geweckt. Nach dem Willen seines Vaters musste er gemeinsam mit seinem ältesten Bruder Friedrich Gottfried Poppe die väterliche Apotheke in Artern nach dessen Tod 1843 übernehmen, obwohl er lieber Historiker geworden wäre. Das Universitätsstudium musste er daher 1843 abbrechen. Als sein Bruder 1847 starb, wurde er alleiniger Besitzer der Apotheker, er betrieb sie noch einige Jahre weiter und verkaufte sie dann. Fortan widmete er sich voll und ganz der Erforschung der Heimatgeschichte von Artern und Umgebung. Daneben war er als Genealoge tätig und machte sich u. a. einen Namen über das Ermitteln der Vorfahren Goethes in Artern. Er machte sich auch als Sammler von regionalgeschichtlichen Dokumenten einen Namen, die er teilweise auch zuständigen Archiven wie dem Staatsarchiv Magdeburg schenkte. Im Harz-Verein für Geschichte und Altertumskunde war er aktiv. Außerdem wurde er Mitglied des Stadtrats von Artern.
Konsistorialrat Nebe aus Roßleben äußerte sich über Poppe sinngemäß: In Artern zu sein, ohne Poppe zu besuchen, ist wie in Rom zu weilen, ohne den Papst zu sehen.

## Publikationen (Auswahl)
- mit Eduard Jacobs: Die Betheiligung von Artern und Umgegend am Münzer'schen Bauernaufruhr. In: Zeitschrift des Harzvereins für Geschichte und Alterthumskunde. Band 1, 1868, S. 50–55.
- Lehnbrief über das Marschalksche Gut in Brücken. 1446. In: Zeitschrift des Harzvereins für Geschichte und Alterthumskunde. Band 6, 1873, S. 535–536.
- Der Thamm oder das Stift S. Nicolai auf dem Thamm zu Nicolausrieth (an der großen Helme bei Artern). In: Zeitschrift des Harzvereins für Geschichte und Alterthumskunde. Band 27, 1894, S. 309–310.
- Aus der Zeit des Bauernkrieges. In: Zeitschrift des Harzvereins für Geschichte und Alterthumskunde. Band 27, 1894, S. 310–314.
- Ein Beitrag zur Geschichte des thüringischen Grafenkriegs um die Mitte des 14. Jahrhunderts. In: Zeitschrift des Harzvereins für Geschichte und Alterthumskunde. Band 30, 1897, S. 506–510.
- Verein für Heimatkunde, -geschichte und -schutz von Atern Aratora e. V. (Hrsg.): Beiträge zur Geschichte der Saline in Artern vom 15. Jahrhundert bis 1928. Konvolut heimatkundlicher Aufsätze von Gustav Poppe (1868), Carl August Schröcker (1882) und Hermann Dänert (1928). Sonderschrift des Heimatvereins Aratora, Artern 2013.